# Aeroportul San Joaquín
Aeroportul San Joaquín (IATA: SJB, ICAO: SLJO) este un aeroport din Bolivia ce deservește zona San Joaquín⁠(d). A fost numit după zona deservită.
Situat la o altitudine de 145 m, aeroportul dispune de o singură pistă.